# (59239) Alhazen
(59239) Alhazen es un asteroide del cinturón principal descubierto el 7 de febrero de 1999 por Stefano Sposetti en el observatorio astronómico de Gnosca, en Suiza. Está nombrado en honor del astrónomo, matemático y físico musulmán Abu Ali al-Hasan ibn al-Haytham, llamado en español Alhacén.